# أحمد علي مانع الجنيد
أحمد علي مانع الجنيد (1950 - 4 أبريل 1991) هو شاعر يمني.

## حياته ونشأته
ولد عام 1950 في قرية الكشرار في محافظة تعز. بدأ دراسته في قريته، ثم انتقل إلى عدن والتحق بالمدرسة الأهلية عام 1961، وانتقل بعدها إلى تعز والتحق بمدرسة الكرسلي. تتلمذ بعد قيام الثورة على يد عبد الجواد الرومي، فأخذ عنه دراسات عن الأدب. بعد انتهائه من المرحلة الإعدادية عام 1965 عمل كاتباً إدارياً في المنشآت التدريبية بقيادة الجيش. ثم التحق بكلية الشرطة عام 1966-1967. شارك في فك حصار صنعاء فيما سمي بمعركة السبعين. كتب المسرحيات وبعض الأوبريتات إلى جانب الشعر الغنائي.

## أعماله

### المسرحيات[1]
- أعراس
- تعاقب الفجر (أوبريت)
- عشاق الوحدة (أوبريت)
- شهرزاد
- حرب السبعين

### قصائد
| القصيدة             | الملحن           | المغني           |
| ------------------- | ---------------- | ---------------- |
| قال الجريح          | علي أحمد الأسدي  | علي أحمد الأسدي  |
| يا شموع المحبة      | علي أحمد الأسدي  | علي أحمد الأسدي  |
| حان الوفاء يا أرضنا |                  | يحيى العرومة     |
| مارد الثورة         |                  | أحمد علي المعطري |
| رتلي آيات حبي       |                  | محمد بركات       |
| ليلة فرحنا          |                  | أيوب طارش        |
| ربيع الشباب         |                  | محمد بركات       |
| نشيد حماة الوطن     |                  | أيوب طارش        |
| أشرق الميثاق        |                  | يحيى العرومة     |
| يا حاليه            | أحمد علي المعطري | أحمد علي المعطري |
| من يوم شفتك         | أحمد علي المعطري | أحمد علي المعطري |
| دموع البين          | أحمد علي المعطري | أحمد علي المعطري |
| أيها الشادي         | أحمد علي المعطري | أحمد علي المعطري |
| زورني               | أحمد علي المعطري | أحمد علي المعطري |